# Giuseppe Tartaro
Giuseppe Tartaro (Pietramala, 1765 circa – ...) è stato un propagatore del protestantesimo in Italia e figura legata a società segrete nel primo Ottocento. Fu perseguitato dalle autorità per la sua attività di diffusione clandestina della Bibbia e per i suoi legami con ambienti massonici.

## Biografia
Le uniche fonti di informazione sulla vita e sulle vicende di Giuseppe Tartaro, come lamentava lo storiografo Giorgio Spini, sono i documenti delle varie polizie italiane con cui il Tartaro ebbe più volte a che fare. Come dichiarò alla polizia napoletana, che lo aveva arrestato una prima volta nel 1817 per sospetto di appartenenza alla Carboneria, Tartaro era calabrese di Pietramala (oggi Cleto).
Dai verbali della polizia toscana, quando fu arrestato a Firenze nel 1819, risulta che Tartaro si era convertito al Protestantesimo e aveva preso contatto con l'inglese Henry Drummond della B&FBS, il quale nel 1818 aveva fatto stampare clandestinamente dal tipografo Glauco Masi di Livorno un'edizione della Bibbia, nella traduzione in lingua italiana di Antonio Martini, che Tartaro si era impegnato a diffondere.
Il 6 gennaio 1820 Giuseppe Tartaro partì da Malta per Trieste con un carico di 150 copie della Bibbia stampata da Masi. Nell'aprile dello stesso Tartaro si recò a Milano dove strinse contatti con Federico Confalonieri; i trascorsi giacobini e massonici di Tartaro fecero sì che, dopo l'arresto del Confalonieri (1821), le indagini della polizia austriaca si incentrassero anche su di lui. Pertanto Tartaro fu nuovamente arrestato e interrogato dal conte Bolza. Nel frattempo le truppe austriache guidate dal generale Frimont avevano invaso il Regno delle Due Sicilie mettendo fine all'effimero periodo liberale. Poco tempo dopo l'arresto di Tartaro a Milano, il quacchero William Allen (1770–1843) riferisce che Tartaro era imprigionato a Napoli per aver distribuito dei testi religiosi.
Le disavventure giudiziarie del Tartaro erano evidentemente legate alla fede protestante, più che alla militanza politica. Quest'ultima diede tuttavia l'occasione a Metternich e al cardinal Consalvi di accusare le società bibliche di connivenza con la massoneria e le società segrete.